# Rakouská společnost místních drah
Rakouská společnost místních drah (německy Österreichische Lokaleisenbahn-gesellschaft, zkratka ÖLEG) byla privátní železniční společnost v Rakousko-Uhersku zaměřená na výstavbu a provozování místních drah. Postavila a provozovala tyto dráhy na území rakouské části monarchie, převážně pak v Čechách. Na území Čech firma nakonec postavila 350 km místních drah.

## Historie
Firma byla založena v Praze dne 8. května 1880. Zakladateli byli inženýři Schwind a Böhm a stavební podnikatelé Schön a Wessely, kteří ale později z tohoto podniku vystoupili. Mezi investory najdeme několik domácích i zahraničních bank. K obchodní strategii firmy patřilo budování komerčního zázemí v regionech, kterými její dráhy procházely, tedy budování veřejných skladišť, kamenolomů, cihelen a dalších podniků či pomocné infrastruktury, která měla napomoci odstranit negativní vlivy sezónních přeprav, kdy na mnohých lokálních drahách byla extrémně vysoká poptávka po nákladní přepravě v období sklizně cukrové řepy, zatímco ve zbytku roku doprava skomírala. Tato strategie se firmě dařila.
První lokálkou vybudovanou touto společností na českém území byla trať Čáslav - Závratec (dnes Třemošnice), kterou následovala celá řada dalších tratí, mezi kterými vyčnívaly dvě dlouhé lokálky, jedna z Hanušovic do dnešních Glucholaz a 73 km dlouhá trať z Českých Budějovic do Nové Pece. Tyto dvě tratě byly budovány se značnou státní finanční účastí, která byla motivována snahou o oživení těchto chudých regionů.
Společnost byla nakonec zestátněna v roce 1894 na základě zákona schváleného v Říšské radě na konci roku 1893.